# Cerkiew św. Mikołaja Cudotwórcy w Stężnicy
Cerkiew św. Mikołaja Cudotwórcy w Stężnicy – nieistniejąca greckokatolicka drewniana cerkiew, wzniesiona we wsi Stężnica. Była świątynią filialną należącą do parafii w Baligrodzie.

## Historia
Cerkiew zbudowana została w roku 1824. W roku 1930 została odnowiona. W wyniku decyzji Urzędu ds. Wyznań z dnia 24 stycznia 1953 roku została, wraz z pięcioma innymi cerkwiami, przekazana Jednostce Wojskowej nr 2304 z Baligrodu „z przeznaczeniem na rozbiórkę i prawem zużytkowania otrzymanego materiału do budowy urządzeń granicznych”. Krótko po tej decyzji została rozebrana. Obecnie pozostała po niej jedynie czytelna podmurówka.

## Budowa
Cerkiew w Stężnicy była świątynią o budowie dwudzielnej. Do prezbiterium przylegały z obu stron zakrystia i skarbczyk. Nad całością pokryty blachą dach kalenicowy. Poniżej linii okien całą cerkiew obiegał dach okapowy.

## Wnętrze
Monstrancje i kielichy, znajdujące się po zakończeniu wojny w cerkwi, zostały zabrane przez wyjeżdżających do ZSRR mieszkańców. Natomiast chorągwie i obrazy przewieziono do Baligrodu.

## Wokół cerkwi
Przy cerkwi stała drewniana dzwonnica o konstrukcji szkieletowej, z dachem namiotowym. Pozostała po niej podmurówka. W południowo-wschodnim narożniku cerkiewnego cmentarza, na którym nie zachowały się nagrobki, stała drewniana kostnica.